# 朗斯
朗斯（法語：Lens，法語：[lɑ̃s] ⓘ），法国北部城市，上法兰西大区加来海峡省的一个市镇，同时也是该省的一个副省会，下辖朗斯区，其市镇面积为11.7平方公里，2022年1月1日时人口数量为32,697人，是该省人口第四多的市镇，在法国城市中排名第256位。
朗斯位于加来海峡省东部，阿图瓦平原腹地，这一地区人口稠密。朗斯是法国历史上重要的能源工业城市，其所在的北部-加来海峡矿区是法国本土分布面积最广的煤炭储藏区，工业革命时期，朗斯集中了大批外来人口，由一普通小镇迅速发展成为这一地区的核心城市。朗斯也因朗斯足球俱乐部而闻名，后者曾于1998年获得法国足球甲级联赛的总冠军，其主场博拉尔特-德勒利球场也是2016年歐洲足球錦標賽的一个分会场。羅浮宮朗斯分館则是羅浮宮在法国境内巴黎以外唯一的分馆。

## 地名来源
“朗斯”一名的具体来源尚不明确，一般史学家认为其与古罗马贵族科尔内利乌斯·伦图卢斯有关，为的词根来源。

## 历史

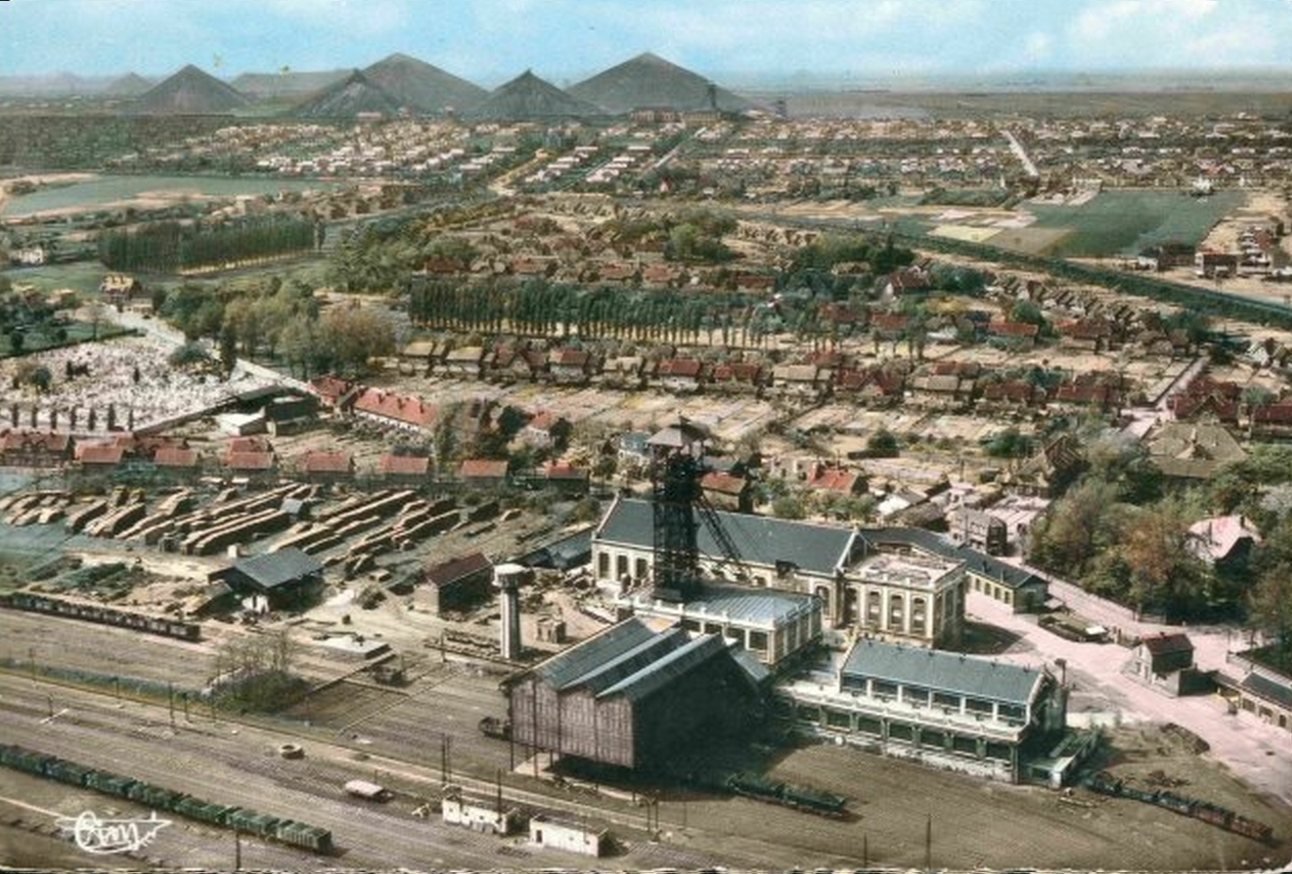
20世纪初朗斯矿区

朗斯在历史上长期为阿图瓦地区的一个普通小镇，直到公元19世纪当地地下发现煤层以后才得到重视。彼时，法国正值工业革命，煤炭需求量很大，1852年，来自里尔的资本家在朗斯成立了朗斯矿业公司，并陆续开凿了18处矿井，平均深度达150米。朗斯由此吸引了大量外来人口，至20世纪初人口数量已超过3万，成为了北部-加来海峡矿区的核心能源基地。第一次世界大战时期，朗斯市区及多处矿井受到严重破坏，战后陆续恢复。1946年，朗斯矿业公司收归国有。20世纪60年代，受到世界能源危机的影响，全球煤炭市场需求量骤然下降，朗斯附近的矿井开始陆续关闭，到了90年代，当地的传统煤炭开采已完全停止。矿井关闭使得当地的失业率急剧上升，并出现了一系列的社会矛盾，朗斯被媒体评为“法国最贫困的城市”之一。2012年12月4日，羅浮宮朗斯分館建成并对公众开放。

## 地理

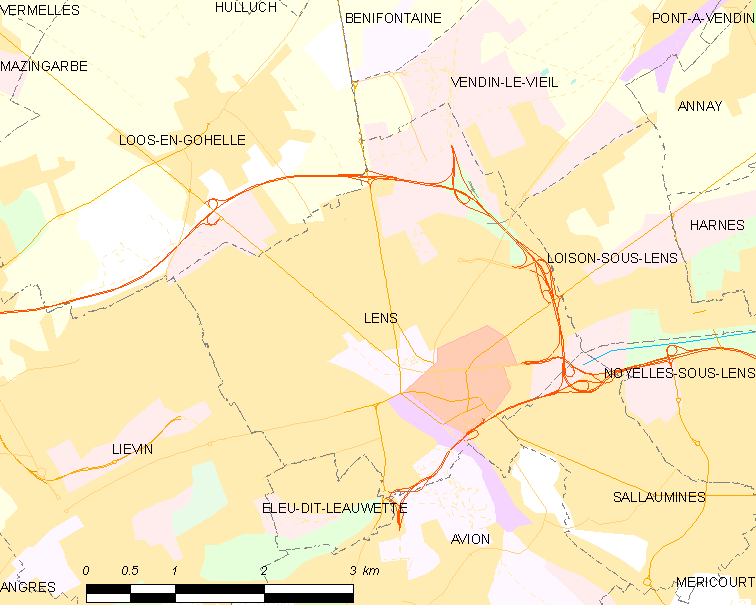
朗斯市镇范围地图

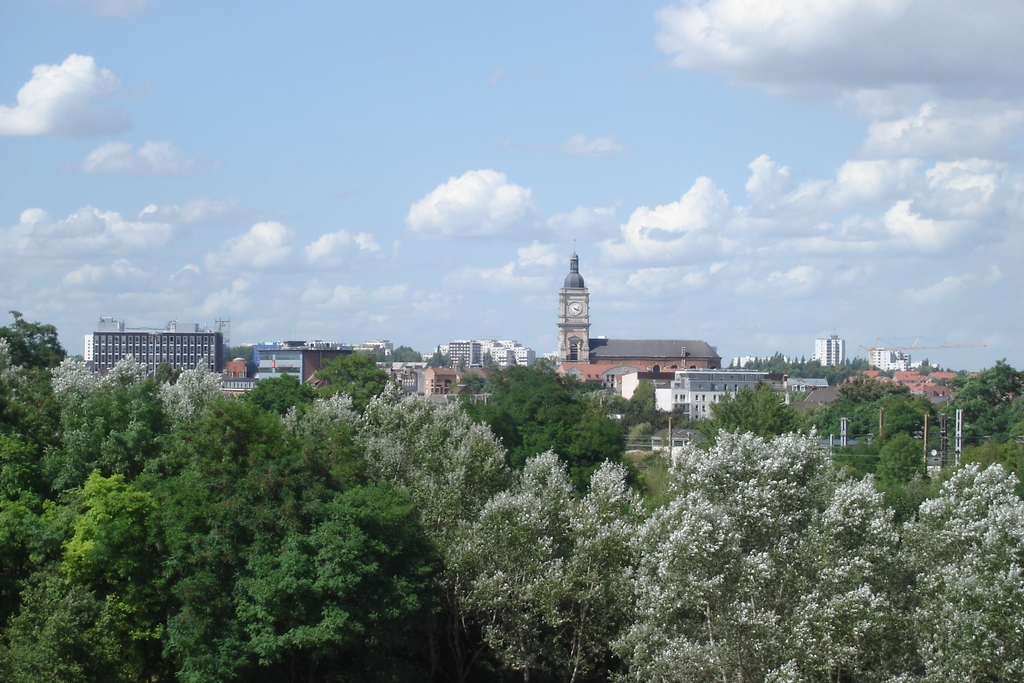
远眺朗斯市区

朗斯位于法国北部，上法兰西大区北部和加来海峡省东部，距离大区首府里尔大约34公里，距离省会阿拉斯大约18公里。与朗斯接壤的市镇包括：洛斯昂戈埃勒、埃勒迪洛韦特、阿维翁、列萬、卢瓦松苏朗斯、萨洛米讷、旧旺丹。

### 地形
朗斯位于法国北部的阿图瓦平原地区，境内地势平坦，有少量煤炭开采时而留下的人工尾矿坝遗址，全境海拔在27到71米之间。

### 地质
朗斯所在区域为北部-加来海峡矿区的核心地带，但由于长期开采，当地地下出现多处采空区，存在一定的地质隐患。

### 水文
苏谢河自西向东流经朗斯市区，其东部河段被人工开辟为朗斯运河，因水量较小，流速较慢而造成水质不佳。

### 植被
朗斯属于温带阔叶混交林区，市区内的主要绿地公园包括拉格利苏瓦尔湖公园（Parc du Lac de La Glissoire）、大学公园（Parc Universitaire）等，均常年免费向公众开放。
在鲜花城市的评比中，朗斯被评为2星级鲜花城市。

### 气候
朗斯在柯本气候分类法中属于温带海洋性气候。
距离朗斯最近的气象站位于杜埃境内，以下为该气象站的数据（其中日照数据取自里尔）：
| 杜埃1981年－2019年  | 杜埃1981年－2019年 | 杜埃1981年－2019年 | 杜埃1981年－2019年 | 杜埃1981年－2019年 | 杜埃1981年－2019年 | 杜埃1981年－2019年 | 杜埃1981年－2019年 | 杜埃1981年－2019年 | 杜埃1981年－2019年 | 杜埃1981年－2019年 | 杜埃1981年－2019年 | 杜埃1981年－2019年 | 杜埃1981年－2019年 |
| 月份                | 1月                | 2月                | 3月                | 4月                | 5月                | 6月                | 7月                | 8月                | 9月                | 10月               | 11月               | 12月               | 全年               |
| ------------------- | ------------------ | ------------------ | ------------------ | ------------------ | ------------------ | ------------------ | ------------------ | ------------------ | ------------------ | ------------------ | ------------------ | ------------------ | ------------------ |
| 历史最高温 °C（°F） | 15 (59)            | 18.3 (64.9)        | 23.8 (74.8)        | 28 (82)            | 31.3 (88.3)        | 36 (97)            | 37.5 (99.5)        | 36.5 (97.7)        | 32 (90)            | 29 (84)            | 20.5 (68.9)        | 15 (59)            | 37.5 (99.5)        |
| 平均高温 °C（°F）   | 5.8 (42.4)         | 6.8 (44.2)         | 10.6 (51.1)        | 14.3 (57.7)        | 18.1 (64.6)        | 20.9 (69.6)        | 23.6 (74.5)        | 23.5 (74.3)        | 19.7 (67.5)        | 15 (59)            | 9.6 (49.3)         | 6.2 (43.2)         | 14.5 (58.1)        |
| 日均气温 °C（°F）   | 3.5 (38.3)         | 3.9 (39.0)         | 6.9 (44.4)         | 9.5 (49.1)         | 13.2 (55.8)        | 16 (61)            | 18.3 (64.9)        | 18 (64)            | 15 (59)            | 11.3 (52.3)        | 6.9 (44.4)         | 4 (39)             | 10.5 (50.9)        |
| 平均低温 °C（°F）   | 1.2 (34.2)         | 1.1 (34.0)         | 3.2 (37.8)         | 4.8 (40.6)         | 8.4 (47.1)         | 11 (52)            | 13 (55)            | 12.6 (54.7)        | 10.3 (50.5)        | 7.7 (45.9)         | 4.2 (39.6)         | 1.8 (35.2)         | 6.6 (43.9)         |
| 历史最低温 °C（°F） | −20.5 (−4.9)       | −12.5 (9.5)        | −11 (12)           | −4.5 (23.9)        | −1.5 (29.3)        | 2 (36)             | 4.1 (39.4)         | 4.1 (39.4)         | 0 (32)             | −6 (21)            | −9.5 (14.9)        | −12.5 (9.5)        | −20.5 (−4.9)       |
| 平均降水量 mm（）   | 57.7 (2.27)        | 46.5 (1.83)        | 55 (2.2)           | 46.7 (1.84)        | 57.5 (2.26)        | 64.6 (2.54)        | 68.3 (2.69)        | 62.4 (2.46)        | 60.2 (2.37)        | 64.9 (2.56)        | 65.4 (2.57)        | 67.6 (2.66)        | 716.8 (28.22)      |
| 月均日照時數        | 86                 | 104                | 156.8              | 167.7              | 204.9              | 227.4              | 238.2              | 231                | 191.5              | 133.3              | 81.4               | 77.6               | 1,899.8            |
| 来源：infoclimat.fr |                    |                    |                    |                    |                    |                    |                    |                    |                    |                    |                    |                    |                    |

## 行政区划
朗斯是法国上法兰西大区加来海峡省的一个市镇，编号为62498，它也是加来海峡省的一个副省会。朗斯下辖朗斯区，隶属于加来海峡省第三选区，管理朗斯县，同时也是朗斯-列万城市圈公共社区的办公驻地。
法国国家统计与经济研究所（简称）在进行数据统计时，将朗斯及相邻的另外66个市镇设为杜埃-朗斯城市核心区，并将包括核心区在内的周边共103个市镇划为杜埃-朗斯城市区。自2020年起，杜埃-朗斯城市区被拆分，朗斯被划入包含50个市镇的朗斯-列万城市辐射区内。此外，还将朗斯市镇分为了17个“块区”（IRIS），以便于统计人口分布情况。

## 交通

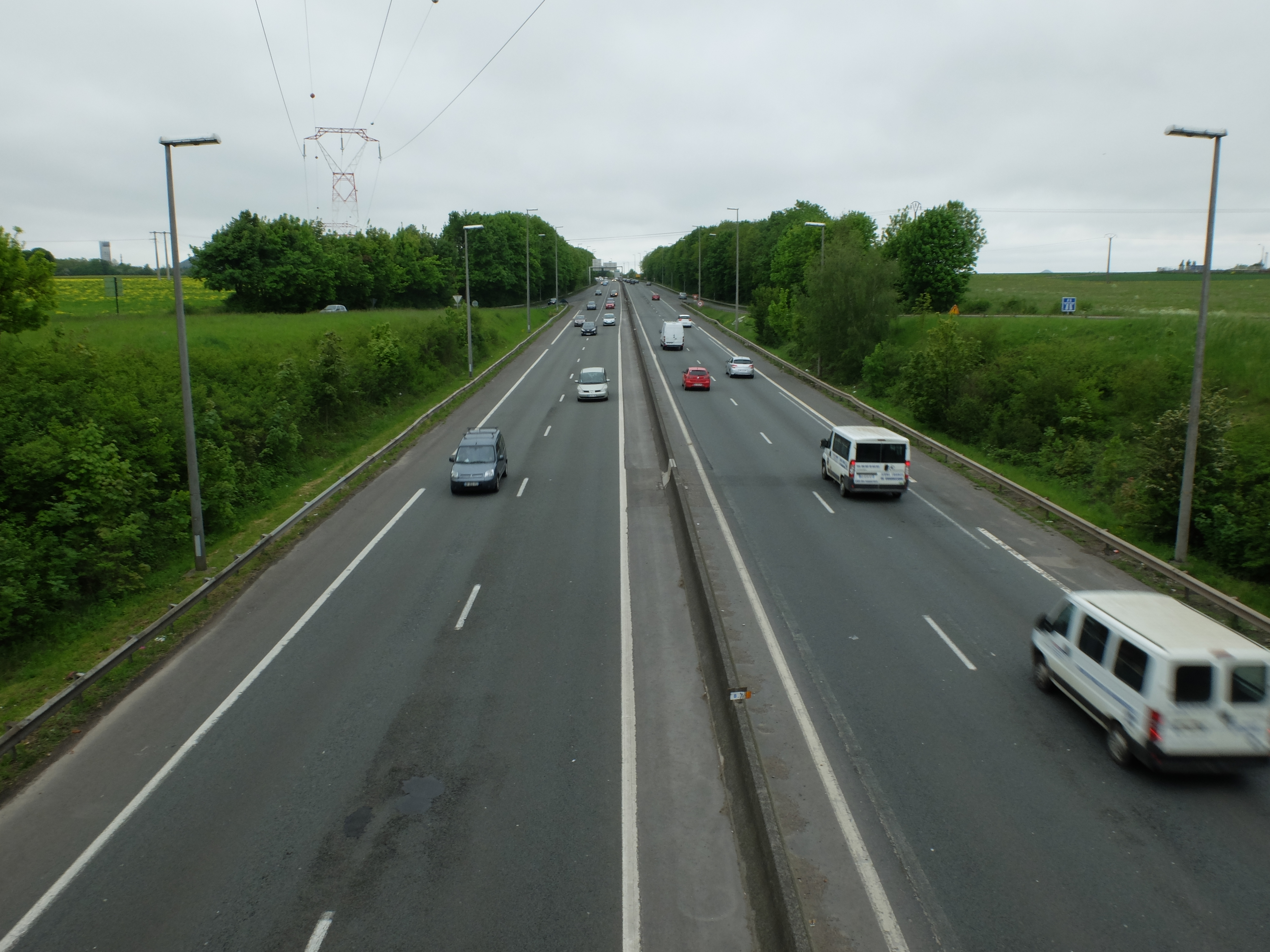
途径朗斯的A21高速公路

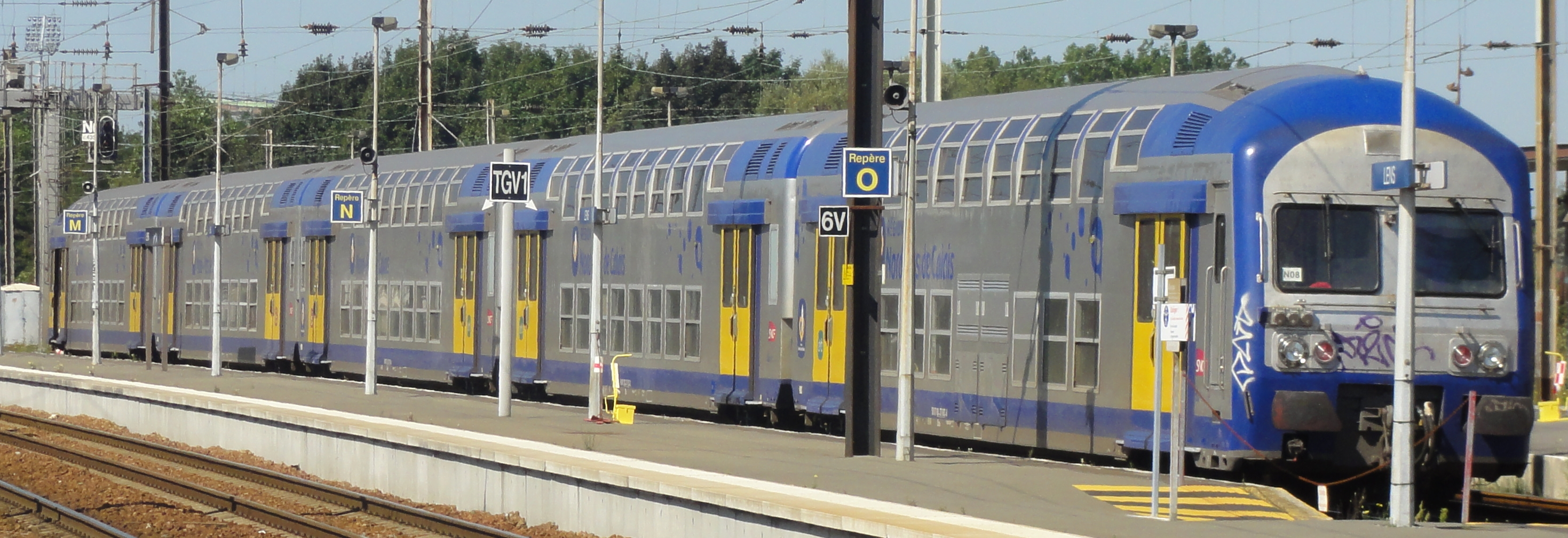
朗斯火车站内的一列区域列车

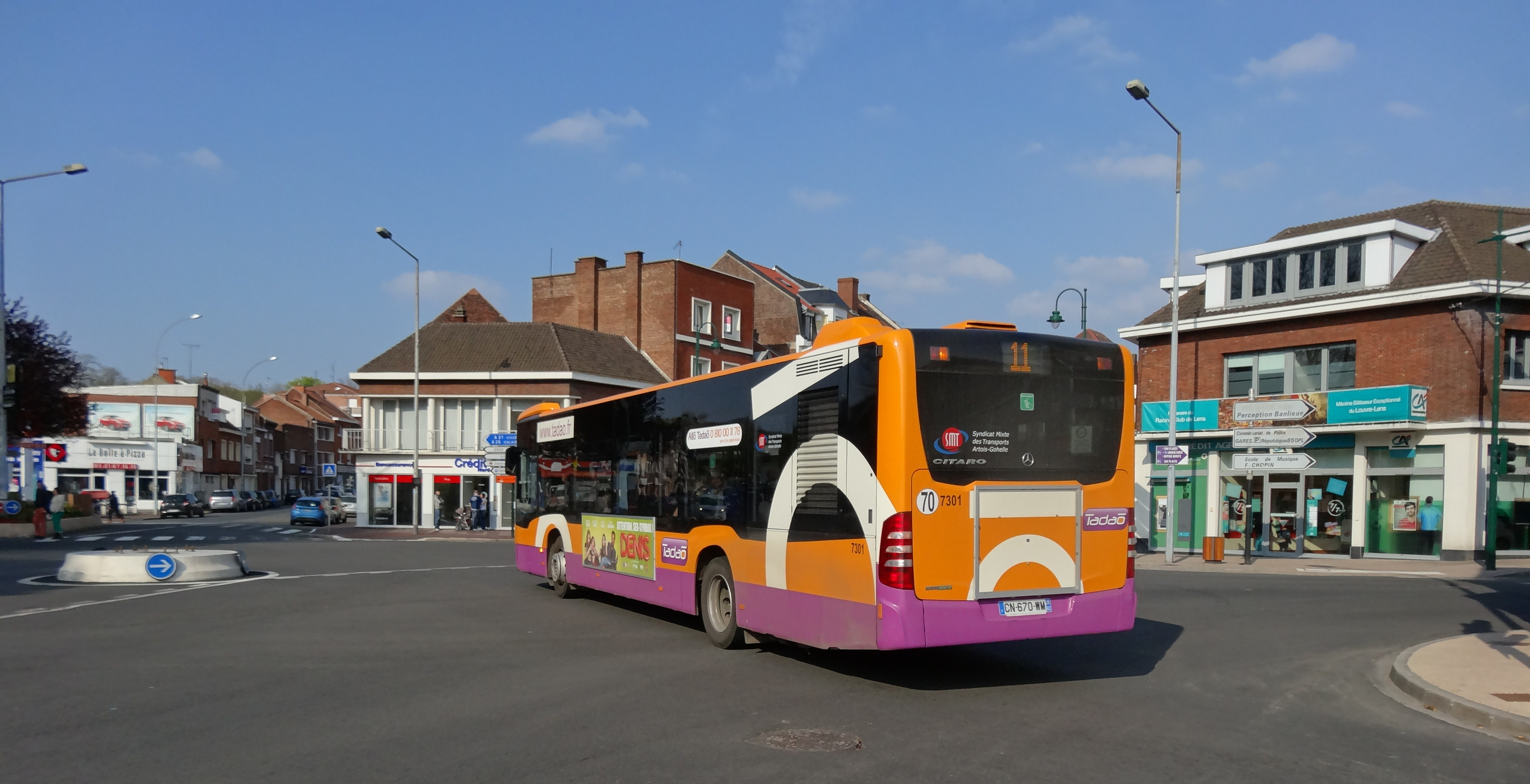
朗斯街头的一辆公共汽车

### 公路
法国国家A21高速公路、国道N17线、N47线以及多条加来海峡省省道在朗斯境内交汇。加来海峡省城际客运下属的532号巴士可前往省会阿拉斯，并停靠沿途所有市镇。
2015年，56.6%的朗斯家庭拥有至少一辆的私人汽车。2016年，朗斯境内共发生各类交通事故20起，造成2人遇难，21人受伤。

### 铁路
朗斯是一个区域性的铁路枢纽，阿拉斯－敦刻尔克、朗斯－栋-桑甘、朗斯－奥斯特里库尔三条运营中的铁路在此交汇。朗斯火车站位于市中心，主站房建于1927年，该站每天停靠往返于巴黎和敦刻尔克之间的高速列车，巴黎与朗斯间的最短旅行时间为1小时10分钟，此外朗斯火车站还开行前往里尔、瓦朗谢讷、杜埃、阿拉斯及加来等地的区域列车。

### 航空
距离朗斯最近的民用航空机场为里尔机场，车程在1小时以内。

### 城市公共交通
朗斯与相邻的贝蒂讷共同使用城市公共交通系统，其商业名称为，截至2020年9月，该系统共有各类公交线路共计67条，路网覆盖了包括朗斯在内的数十个市镇。2019年，该系统下属的七条公交线路升级为大容量公交。

## 政治

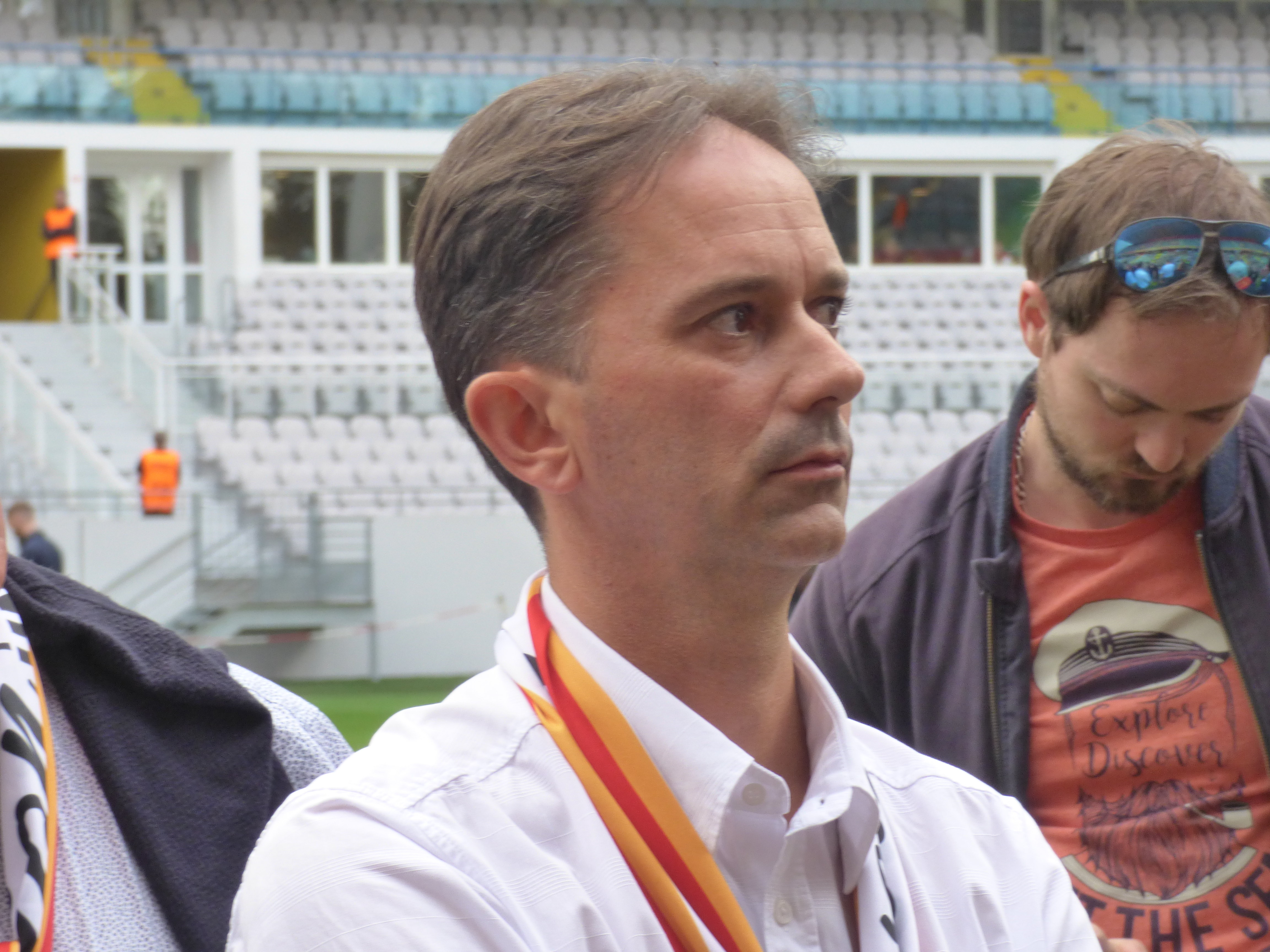
朗斯市长席尔万·罗贝尔

朗斯的现任市长为席尔万·罗贝尔（Sylvain Robert）先生，为社会党的一名成员，他在2014年的市政选举中获得了42.02%的支持率，在2020年的市政选举中则获得55.48%的支持率。
在2017年的法国总统大选中，法国国民联盟主席玛丽娜·勒庞在朗斯获得了53.63%的支持率。
| 朗斯历届市长   |                 |                      |
| 任期           | 市长            | 党派                 |
| 1945年－1947年 | 奥古斯特·勒克尔 | PCF法国共产党        |
| 1947年－1966年 | 埃内斯特·沙夫纳 | SFIO工人国际法国支部 |
| 1966年－1998年 | 安德烈·德勒利   | PS社会党             |
| 1998年－2013年 | 居伊·德尔古     | PS社会党             |
| 2013年－       | 西尔万·罗贝尔   | PS社会党             |

## 人口
2018年，朗斯市镇人口数量为31,606，在法国排名第254位。其中男性14,905人，女性16,510人，75岁及以上人口占8.4%，外籍人口数量为7,948人，人口密度为2,701人/平方公里，当地居民被称为（男性）或（女性）。2019年，朗斯境内出生413人，死亡人口348人。
| 年份   | 1936   | 1946   | 1954   | 1962   | 1968   | 1975   | 1982   | 1990   | 1999   | 2006   | 2011   | 2016   | 2018   |
| ------ | ------ | ------ | ------ | ------ | ------ | ------ | ------ | ------ | ------ | ------ | ------ | ------ | ------ |
| 人口數 | 32,730 | 34,342 | 40,753 | 42,590 | 41,874 | 40,199 | 38,244 | 35,017 | 36,206 | 35,583 | 34,190 | 30,689 | 31,606 |

## 经济

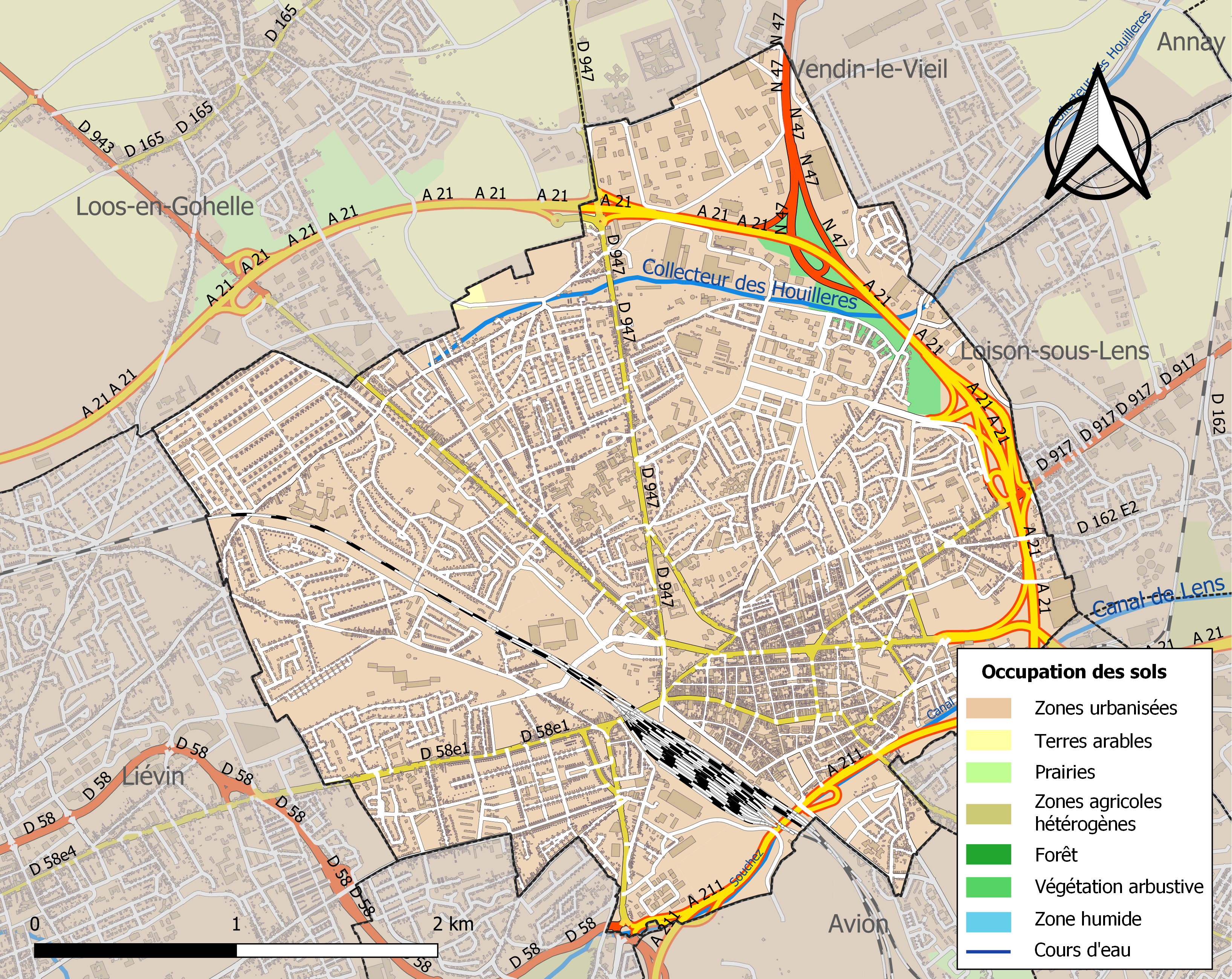
朗斯土地利用情况地图

朗斯是一个区域性的中心城市，截止2021年8月，当地共有各类用人单位3,872家，平均历史为14年，其中98.99%为中小型企业（PME）。（城市公共交通）、（塑料包装生产）及（垃圾回收）是当地2019年营业额最高的三个企业，分别为67,099,300欧元、23,969,670欧元和23,948,100欧元。

## 财政收入
2019年，朗斯的财政收入总额为55,766,800欧元，财政支出总额为50,748,400欧元，当年的债务总额为33,850,700欧元。2020年，朗斯共获得15,716,128欧元的国家财政补助，比上一年增加了0.02%。
2017年，朗斯的人均月收入总额为1,851欧元，其中高级职员为3,437欧元，低于法国平均水平（4,214欧元）；中级职员为2,123欧元，低于法国平均水平（2,353欧元）；普通职员为1,570欧元，亦低于法国平均水平（1,690欧元）。
朗斯是法国失业率较高的城市之一。2017年，朗斯境内的青壮年（15至64岁）失业率为29.8%，当地31.6%的家庭拥有纳税资格，平均纳税2,124欧元，低于法国平均水平（3,888欧元）。

## 社会事务

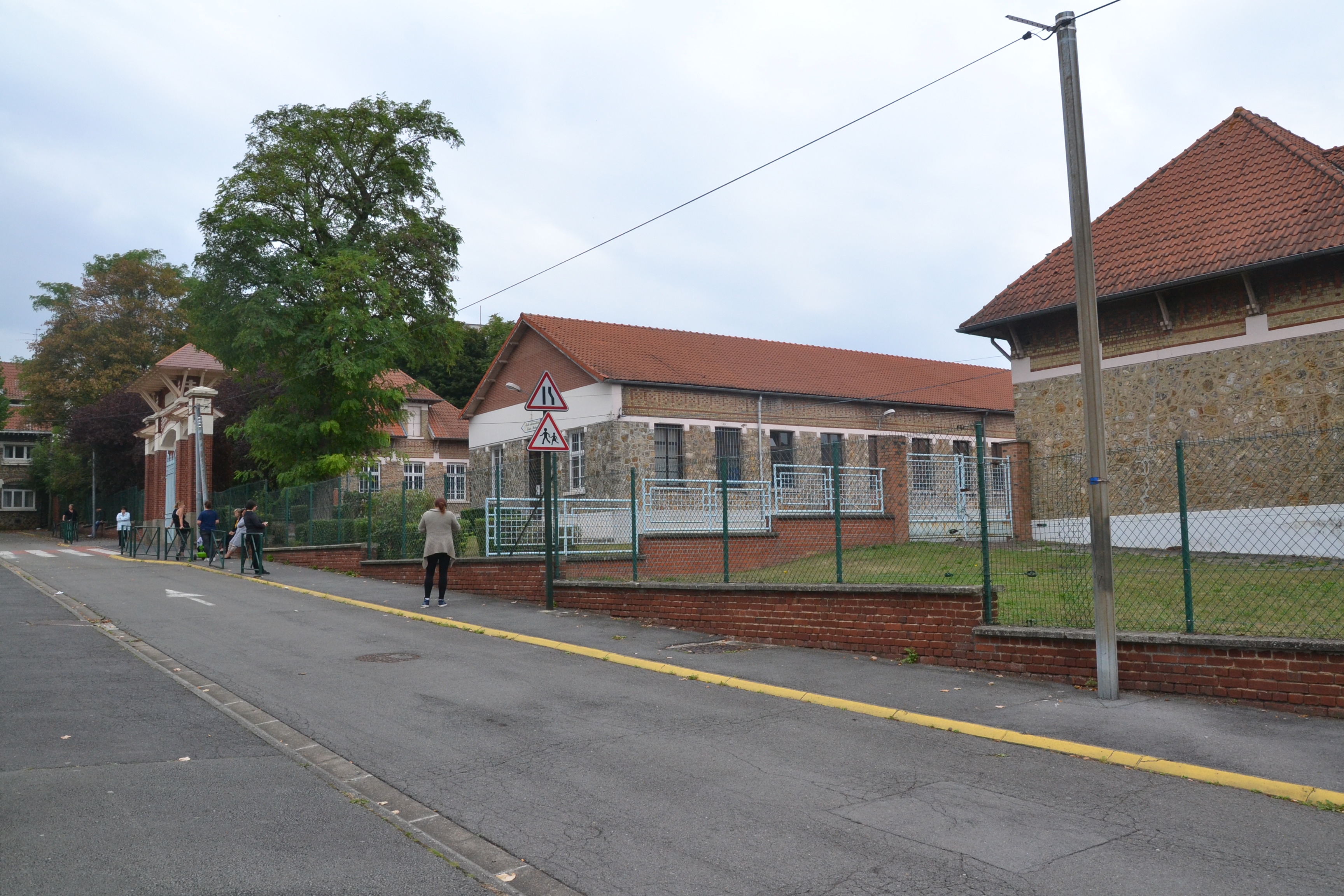
朗斯境内的一所中等学校

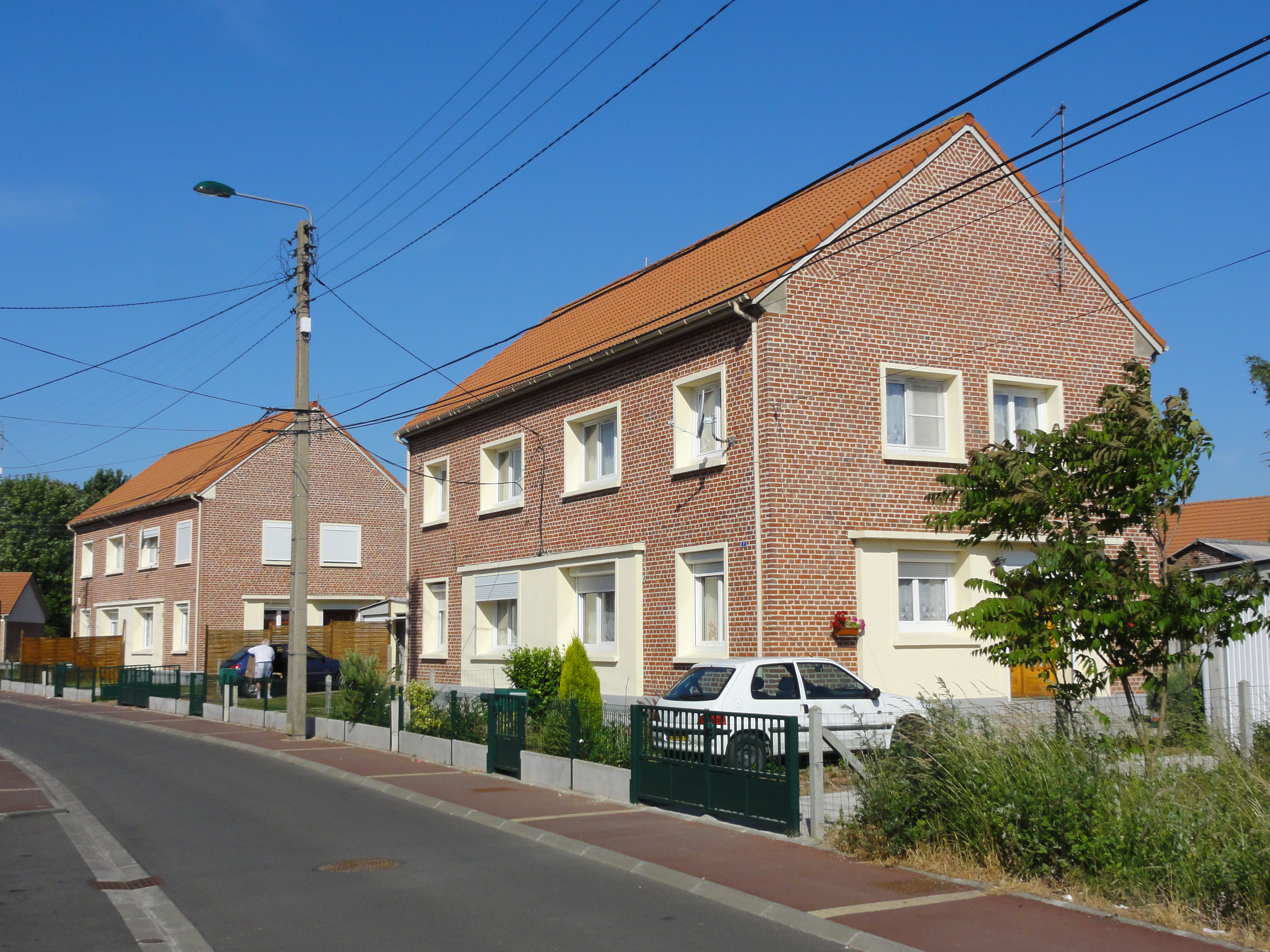
朗斯民居

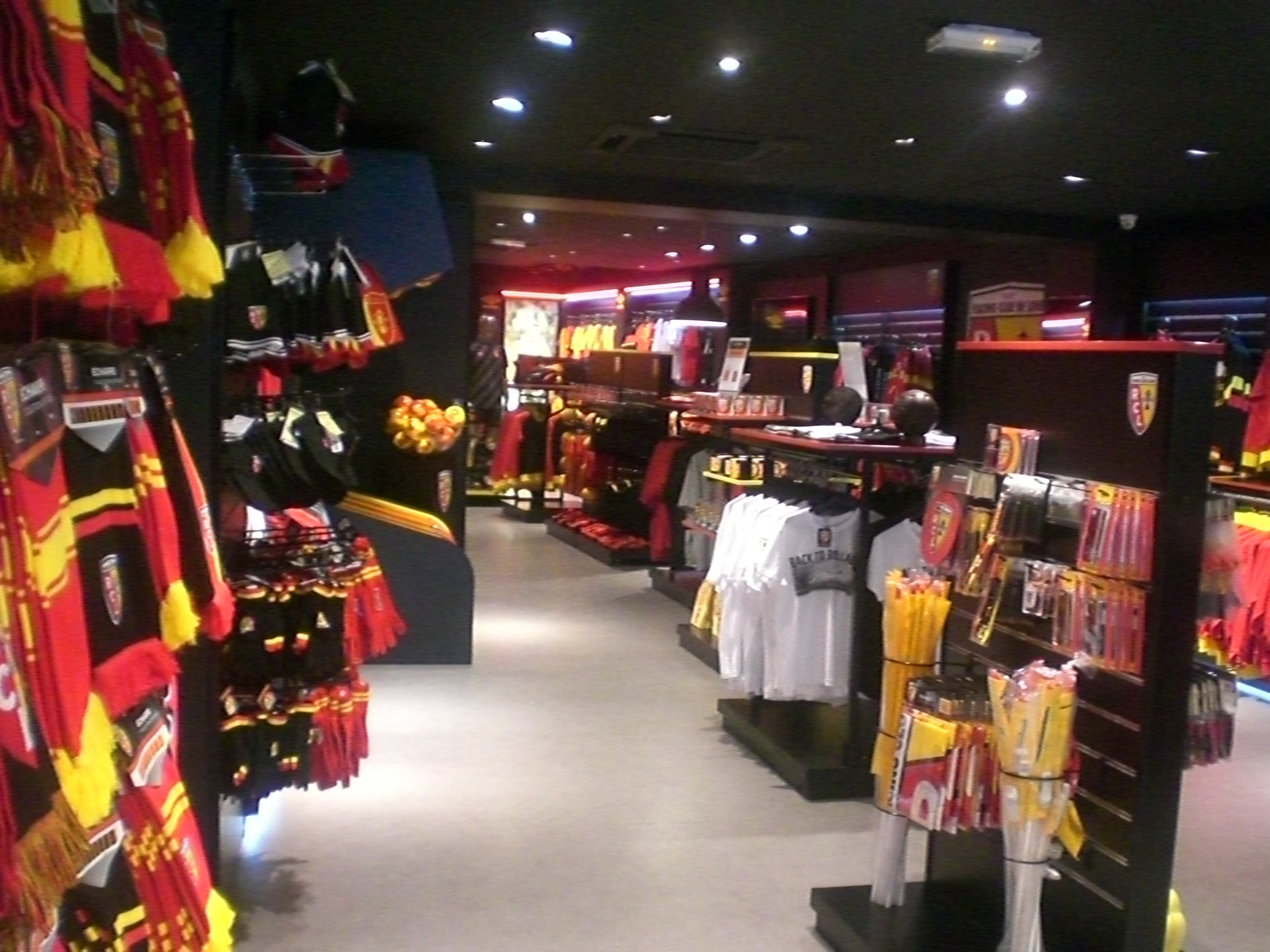
朗斯足球俱乐部纪念品店

### 教育
朗斯属于里尔学区。截止2019年1月1日，朗斯境内共有8所幼儿园、13所小学、4所初级中学、4所普通高中和3所职业高中。2018至2019学年度，朗斯境内共有在校中等教育阶段学生5,913名。
在高等教育方面，阿图瓦大学在朗斯设有一个校区，部分专业在此授课。

### 医疗
截止2019年1月1日，朗斯境内共有全科医生26名、保健师35名、牙医27名、护士55名、耳科医生5名、眼科医生11名、助产士4名、儿科医生1名和妇科医生1名。境内共有药房12家、养老院4家、残疾人帮扶中心4家。
朗斯中心医院（Centre Hospitalier de Lens）是法国的一个区域性医疗机构，其主病区“沙夫内尔医生中心医院”（Centre Hospitalier de Docteur Schaffner）位于朗斯市区，设有床位973个，是当地规模最大的公立综合性医院。

### 住房
2017年，朗斯境内共有各类住房17,255套，其中60.2%为独立式居民区，39.1%为集中式居民区。常住房屋占朗斯市镇范围内居民建筑总量的83.7%。朗斯矿区工人宿舍分布于朗斯市区周边多个街区，其房屋布局工整，呈带状分布，被称为“Coron”，现多被改造为普通民居。
在住房保障政策方面，2017年，朗斯境内共有6,275户家庭获得了住房经济补助，受益人数占总人口数量的20%，其中6,149份为房租补助。

### 商业
2019年，朗斯境内共有各类实体商铺875家，其中餐厅165家、大型超市6家、杂货店21家、面包房27家、肉铺13家、书店4家、装饰品店7家、银行门店23家、美容美发店58家、汽车维修店34家。市区X部建有大型开放式商业街区。

### 体育
2019年，朗斯境内共有1家游泳池、6间体育馆、1座综合体育场、6处网球场、10处足球或橄榄球场以及4处篮球或排球场。
朗斯因朗斯足球俱乐部而闻名，后者成立于1905年，因其红黄相间的队徽而被称为“血金队”（sang et or），该队曾于1998年获得法国足球甲级联赛总冠军，2020至2021赛季参加法国足球甲级联赛比赛。朗斯队的主场为博拉尔特-德勒利球场，位于朗斯市中心，可同时容纳观众约4万人，是法国规模最大的球场之一。

### 环境
朗斯的环境事务由其所属的公共社区负责。2019年，朗斯境内共有4家污染企业。

### 治安
2019年，朗斯市镇范围内共有2处派出所。
2014年，朗斯及附近地区共发生各类案件19,558起，其中盗窃类案件12,234起，经济类案件1,434起，毒品交易类案件717起。

## 文化
2019年，朗斯境内共有1家博物馆和1家音乐厅。朗斯市政府提供多媒体中心，向公众全年开放。

### 建筑
朗斯境内有多处法国国家文物保护单位，其中朗斯圣雷德加留堂为当地的代表性建筑物。羅浮宮朗斯分館是羅浮宮在法国境内巴黎以外唯一的分馆，建成于2012年，开馆第一年接待游客数量超过90万人次。

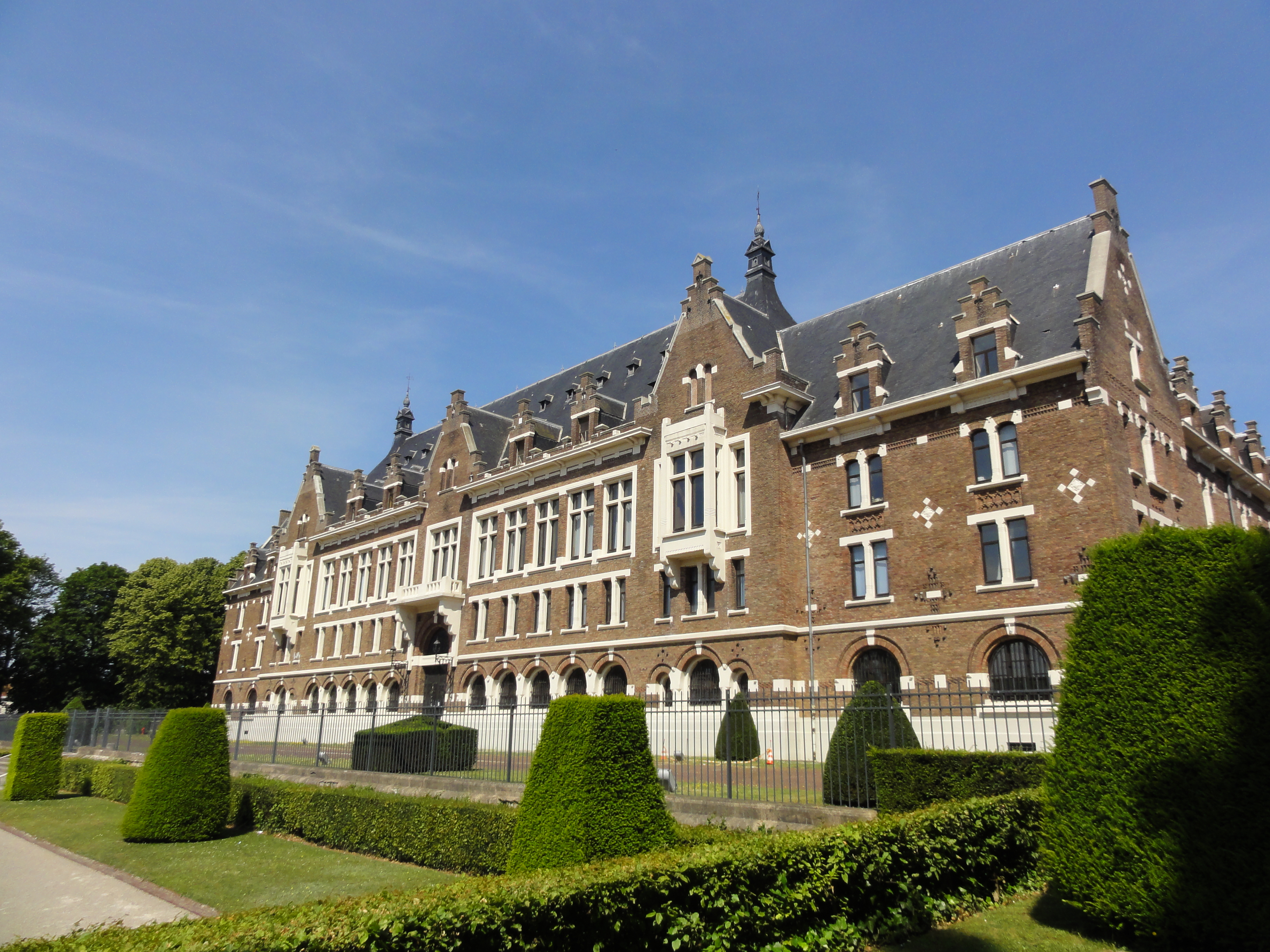
朗斯矿业公司总部旧址
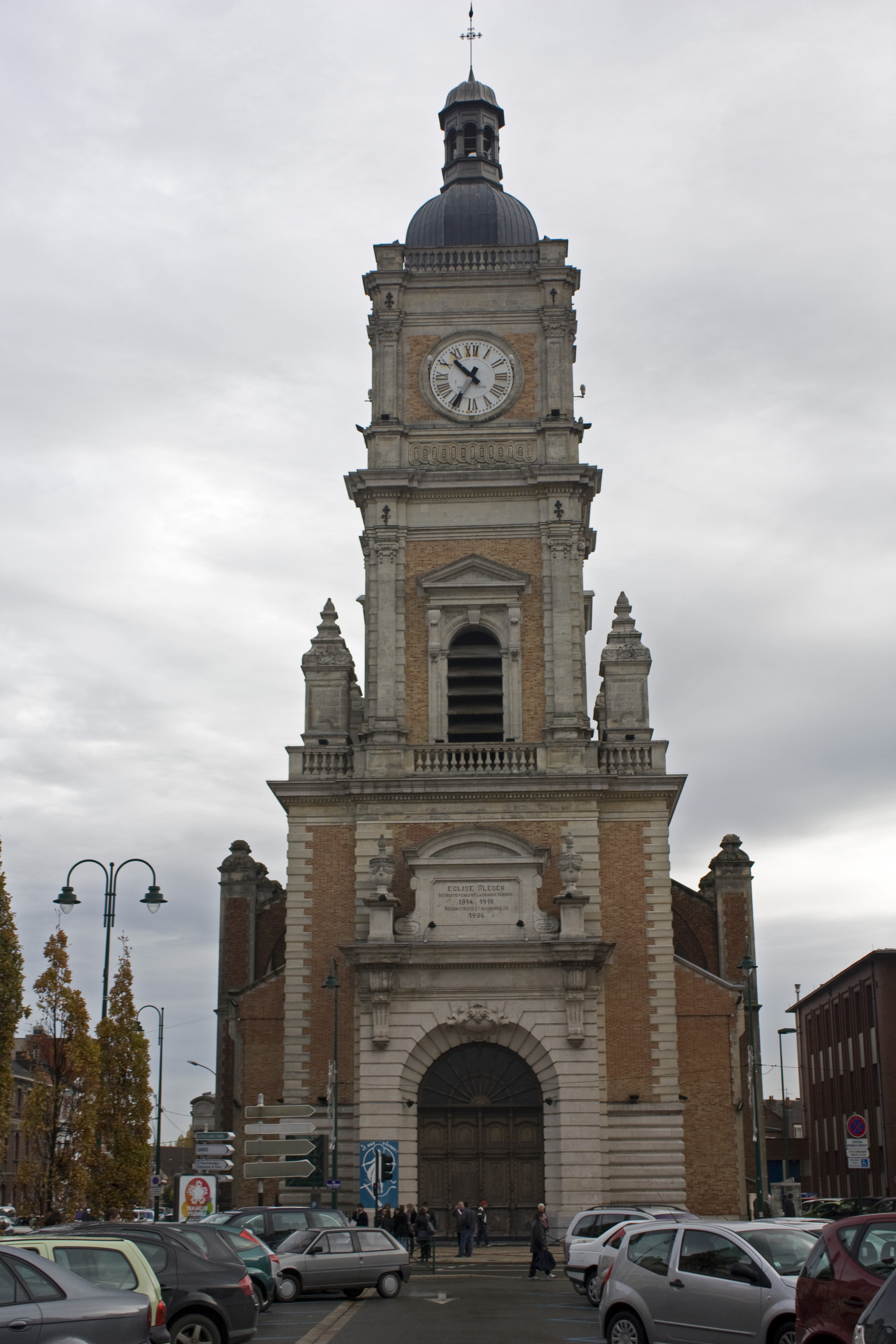
圣莱热教堂（法语：Église Saint-Léger de Lens）
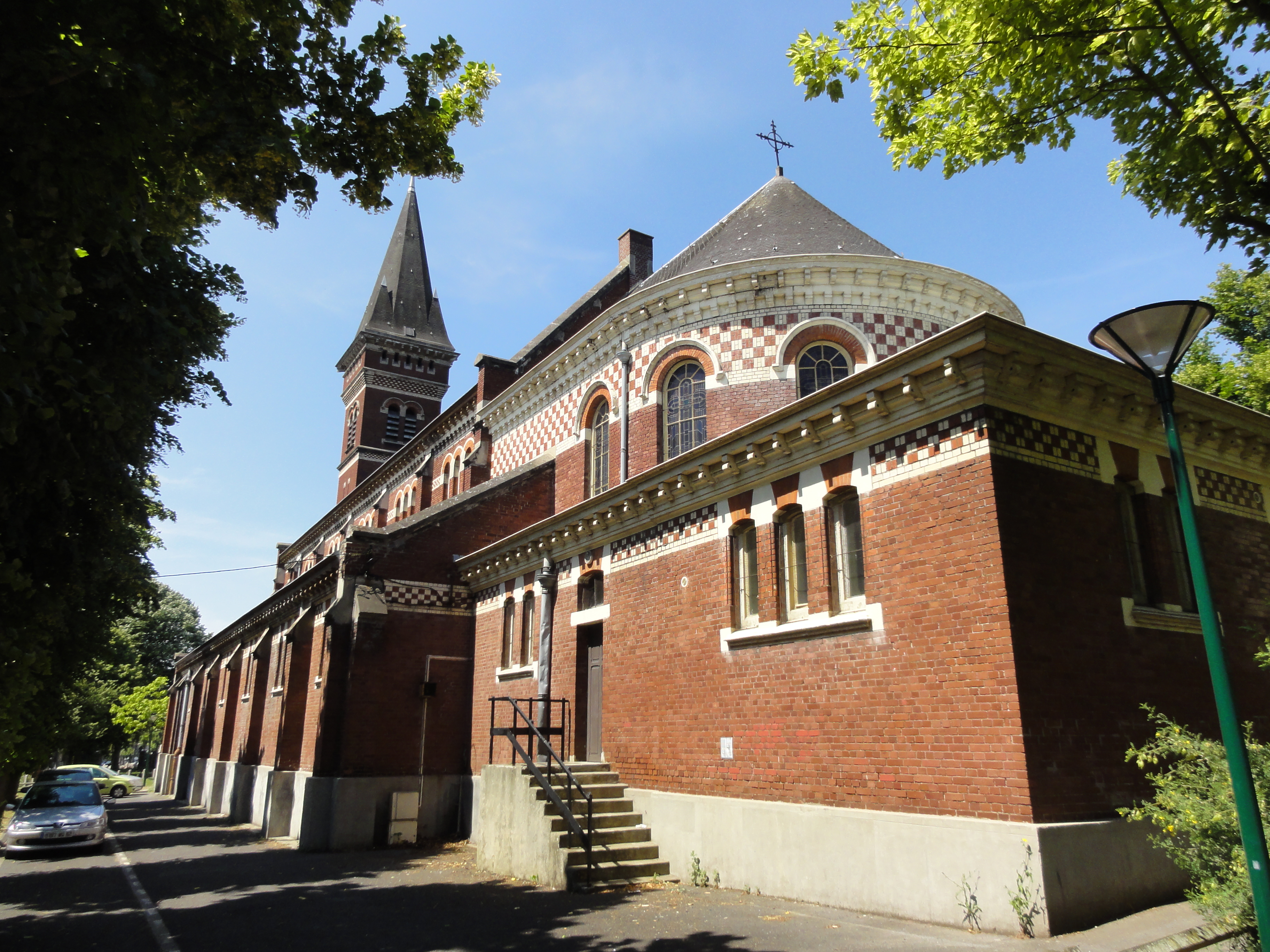
圣爱德华教堂
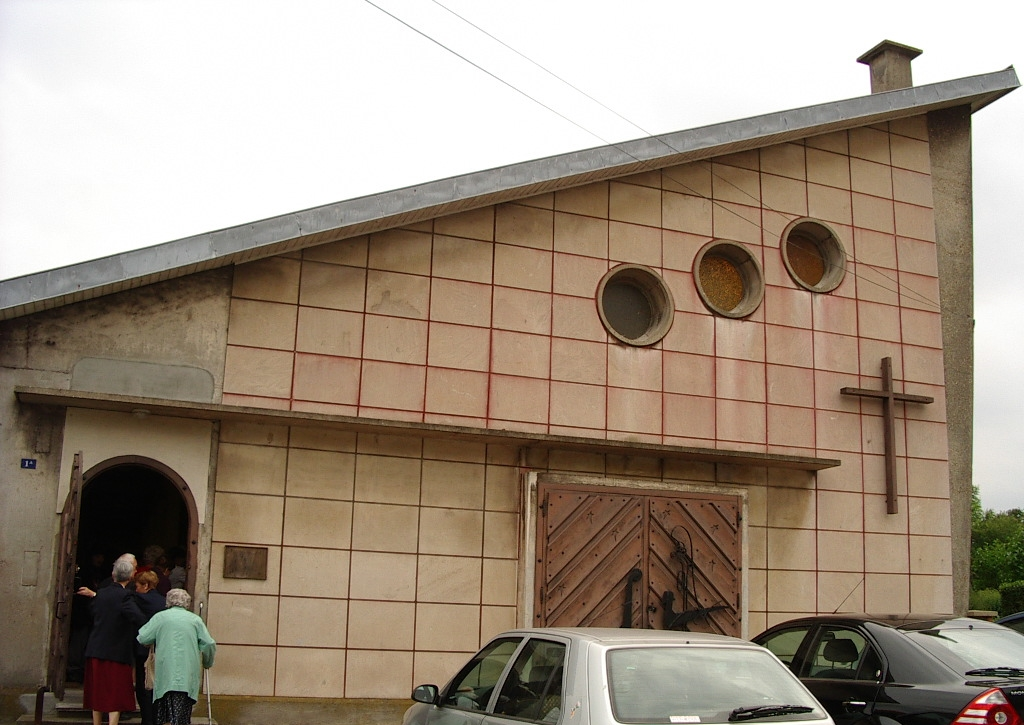
布洛涅圣母教堂（法语：Église Notre-Dame-de-Boulogne de Lens）
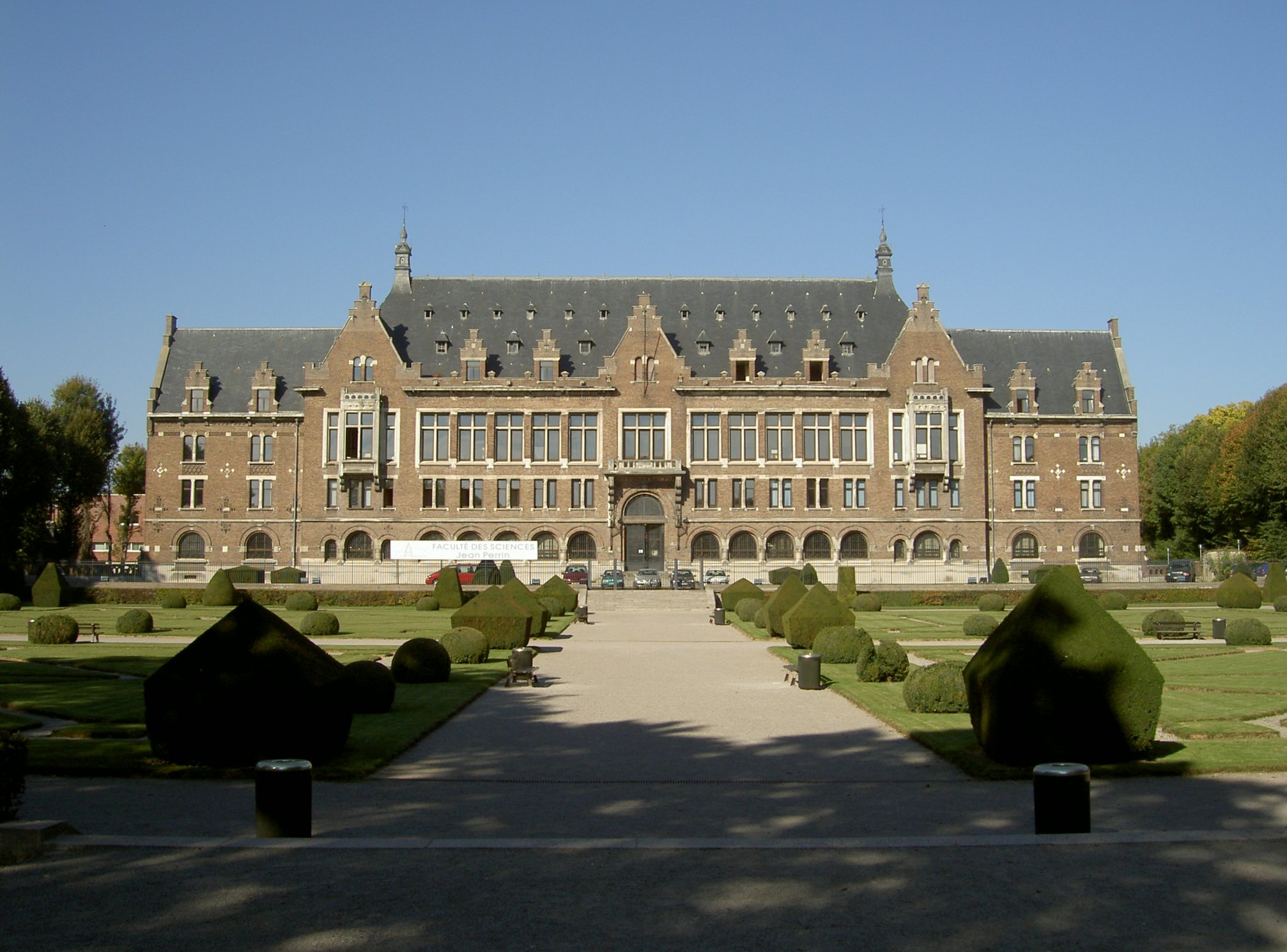
阿图瓦大学朗斯校区主教学楼
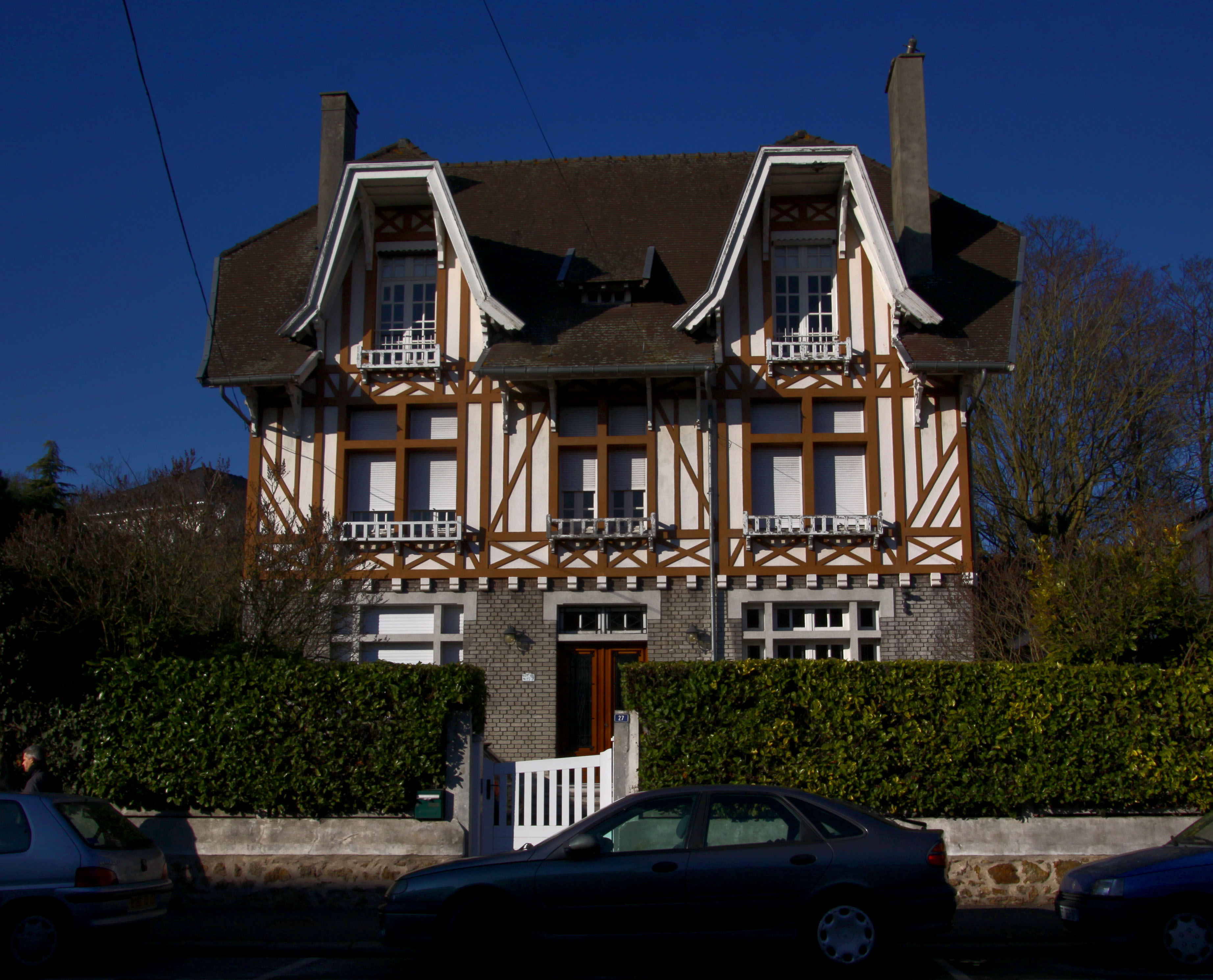
民宅
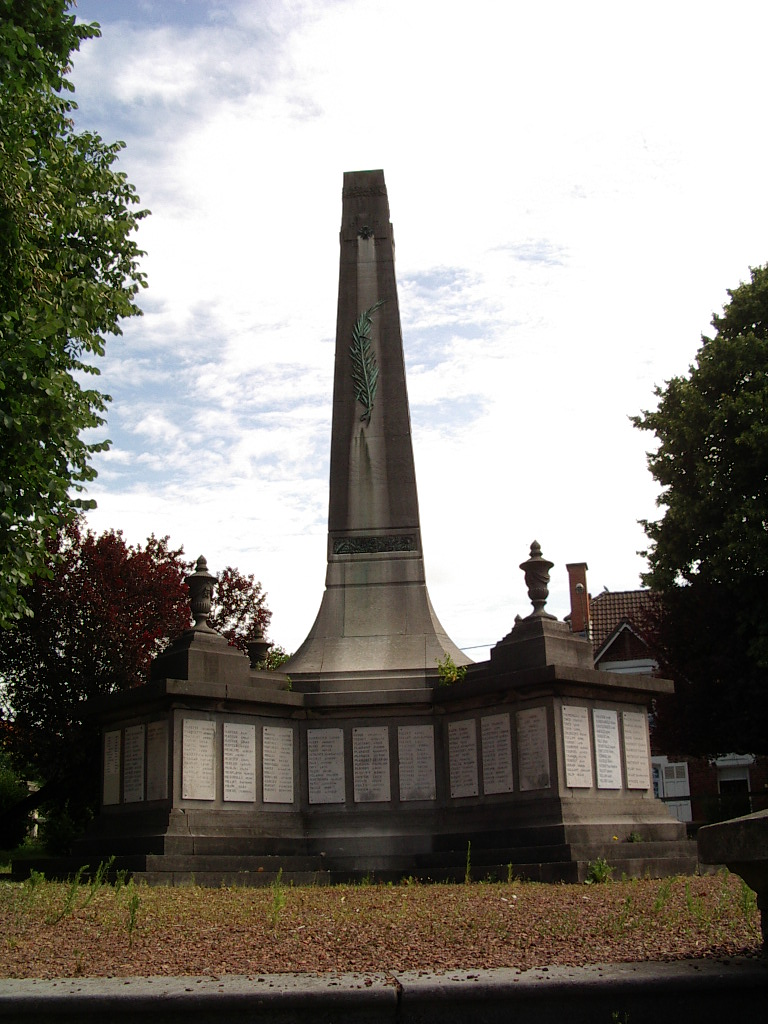
矿难纪念碑

### 旅游
朗斯的旅游事务由其所属的公共社区负责。2020年，朗斯境内共有6家酒店共计221间房间。

### 媒体
法国主要的媒体均可在朗斯接收，法国电视三台下属的上法兰西大区频道在部分时段播出朗斯所属区域的地方新闻。

### 音乐
20世纪80年代，法国歌手皮埃尔·巴舍莱的单曲《Les Corons》（中文含义为“矿工宿舍区”）以朗斯为代表的加来海峡矿区的民众生活作为背景，后成为这一地区的重要民谣，同时也是朗斯足球俱乐部的主题曲之一。

## 相关人物
法国击剑运动员热雷米·卡多、足球运动员帕斯卡尔·西甘和女子羽毛球运动员埃米莉·拉菲尔出生于朗斯。

## 友好城市
截至2021年8月，朗斯暂未建立任何友好城市关系。